# Cheong Fatt Tze Mansion
La Cheong Fatt Tze Mansion, aussi dénommée The Blue Mansion (la maison bleue) est un ancien hôtel particulier situé dans la ville de George Town en Malaisie. 
Aujourd'hui, la demeure a été transformée en hôtel-musée. En 2016, un restaurant a ouvert ses portes au rez-de-chaussée (restaurant Indigo).
La demeure tire son nom de l'homme d'affaires chinois Cheong Fatt Tze qui l'a fait construire à la fin du XIXe siècle. Elle est composée de 38 pièces, cinq cours intérieures, sept escaliers et de 220 fenêtres. Elle servait de résidence personnelle à Cheong et de siège pour ses activités professionnelles à Penang.
La demeure emprunte plusieurs styles architecturaux. Cependant, celui qui ressort le plus est le style architecturale chinois de la période impériale.

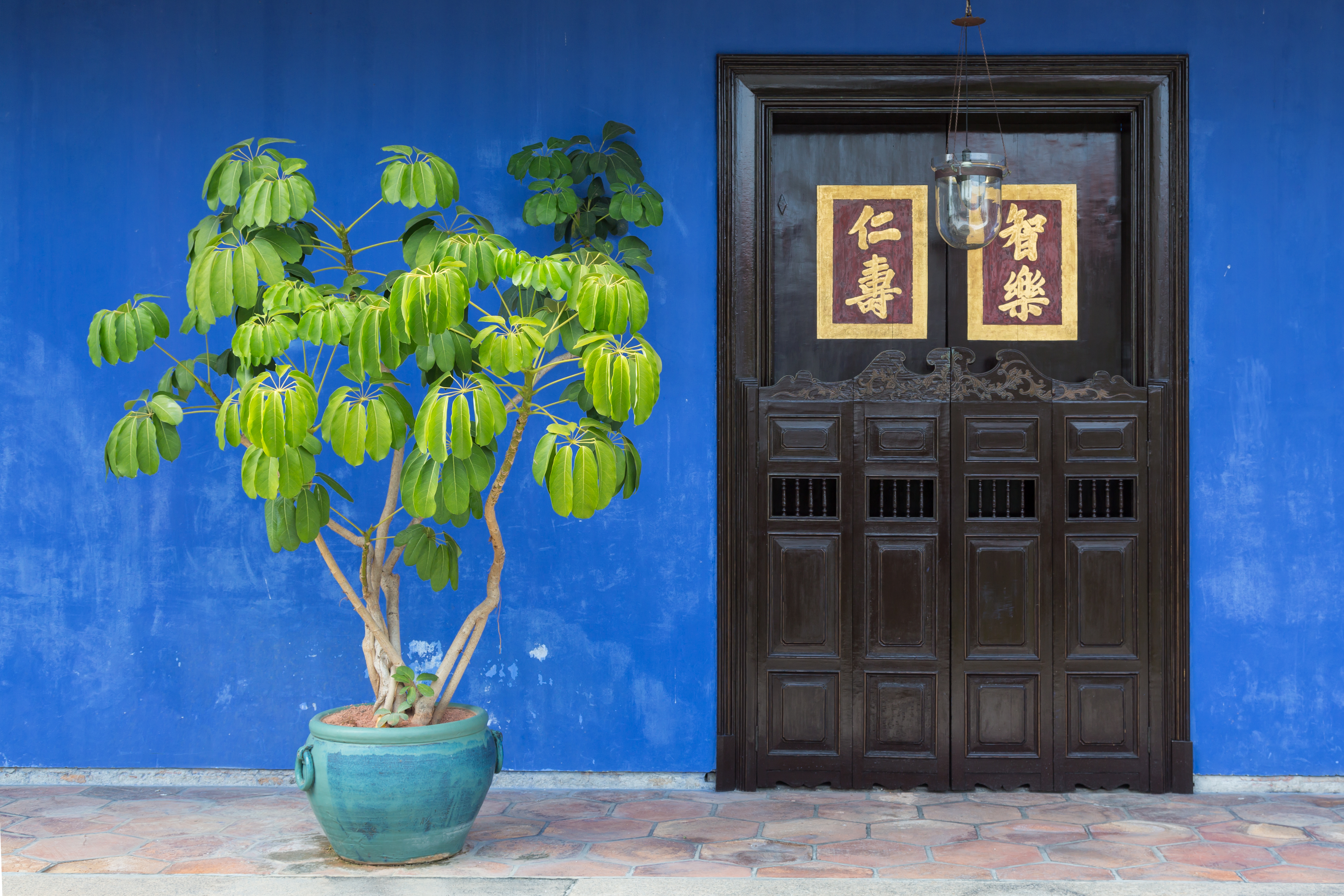

La Blue Mansion a été vendue par les descendants de Cheong Fatt Tze en 1989 à un groupe de locaux, afin d'éviter une possible démolition du bâtiment dû à l'augmentation de la démographie de la ville de George Town. Des visites guidées (en anglais) sont effectuées plusieurs fois par jour.
La maison a servi comme lieu de tournage de plusieurs films dont le long-métrage français Indochine (1993) avec Catherine Deneuve ou plus récemment le blockbuster américain Crazy Rich Asians (2018).